# Nyctinomops aurispinosus
Nyctinomops aurispinosus (Peale, 1848) è un pipistrello della famiglia dei Molossidi diffuso in America settentrionale e meridionale.

## Descrizione

### Dimensioni
Pipistrello di piccole dimensioni, con la lunghezza totale tra 109 e 112 mm, la lunghezza dell'avambraccio tra 47,7 e 48,8 mm, la lunghezza della coda tra 41 e 49 mm, la lunghezza del piede tra 8 e 11 mm, la lunghezza delle orecchie tra 21 e 25 mm e un peso fino a 18,9 g.

### Aspetto
Le parti dorsali variano dal bruno cannella al bruno-olivastro, mentre le parti ventrali variano dal giallo-brunastro al grigio-brunastro. Il muso è allungato, con una foglia nasale piccola, lanceolata e con la porzione anteriore fusa al labbro superiore, che è circa della stessa lunghezza di quello inferiore. Sul mento è presente un solco longitudinale contornato da cuscinetti carnosi con i bordi dentellati. Le orecchie sono piccole, triangolari e ben separate tra loro. Le ali sono attaccate posteriormente sulla caviglia. La coda è relativamente corta ed inclusa completamente nell'uropatagio. Il cariotipo è 2n=48 FNa=58.

## Biologia

### Comportamento
Si rifugia nelle grotte e in edifici.

### Alimentazione
Si nutre di insetti dal corpo molle.

### Riproduzione
Femmine gravide sono state osservate in Bolivia nel mese di settembre.

## Distribuzione e habitat
Questa specie è diffusa in maniera discontinua lungo le coste occidentali ed orientali del Messico e nella Colombia occidentale, Venezuela settentrionale, Ecuador, coste occidentali del Perù, Brasile orientale e Bolivia centrale.
Vive in boschi spinosi e foreste decidue fino a 1.000 metri di altitudine, talvolta anche fino a 3.150 metri.

## Conservazione
La IUCN Red List, considerato il vasto areale, classifica N.aurispinosus come specie a rischio minimo (Least Concern)).